# Bolivar, Missouri
Bolivar är administrativ huvudort i Polk County i Missouri. Orten har fått sitt namn efter Simón Bolívar. Countyt grundades år 1835 och Bolivar utsågs till huvudort.